# 浙江金发集团
浙江金发集团股份有限公司是位于浙江省金華市的民营企业，从事房地产及商业地产开发、大型专业市场建设及运营，参与了多项金华经济技术开发区及金华市区其他新开发地区的地产项目。公司成立于1992年，注册资本1.66亿元人民币，股东包括尖峰集团（19.88%）等。目前拥有“金发房地产”、“金发商贸”、“金发物业”三大平台，旗下全资子公司、投资控股公司18家。
1992年8月，金华市开发区管委会、横店集团、尖峰公司和市资源公司共同发起创办金华市经济技术联合发展有限公司，注册资本1.24亿元人民币。1993年7月，经浙江省股份制领导小组批准改组为浙江金发股份有限公司，并向社会定向募集法人股、职工股；1994年2月，浙江金发股份有限公司创立，股本由1.24亿元增加到1.66亿元。2002年，获得港资企业投资。2008年11月，浙江金发股份有限公司变更为浙江金发集团股份有限公司；

## 商业地产
金发商贸目前经营以下商业地产：
- 金发广场大厦：集数码卖场、影院、住宿、办公为一体的大型商务中心，亦为金发集团总部所在地，建于1993年8月，附近设有公共广场——金发广场[6][7]。数码卖场曾驻有苏宁电器、永乐电器、五星电器、金发电脑商场等品牌家电门店[8]。2009年7月，金发集团与颐高数码连锁集团合作，在数码卖场开设金发颐高数码商场，并曾于2013年、2018年重新装修[5]；
- 金华商城：设有服装、百货、大型超市、家居家电、美食城等十五个交易区，以及金华工商城调剂市场、金华工商城农贸市场。1993年1月，第二家子公司金华工商城开发有限公司成立。1994年10月，浙江金华商城有限公司成立，占地100亩的金华商城一期临时大棚市场开业，占地8.66万平方米。1995年7月，10万平方米工商城竣工；1996年8月，工商城物资调剂市场开业。1998年12月22日商场大棚因大雪被压塌，商场进行重建工程[6]。1999年至2001年，商城一期A-G区建成并陆续开业。2008年3月，金华商城二期开工。2012年9月，金华商城有限公司2期整体开业；2012年4月，金华工商城农贸市场开业[5]。
- 金华太阳城：主要经营经营羊毛衫、皮衣、日用百货、机电等综合性产品，于1997年1月开业，建成之初曾为金华市指定的下岗职工经商实验区[9]。2005年6月，太阳城在进行改造后重装开业[5]。2009年，在太阳城附近新建商品住房项目“太阳豪庭”[10]。
- 金发铁路大厦：1993年10月，金发公司中标铁路金华新客站附近243亩土地，新建金发铁路大厦。1994年4月成立浙江金发铁路大厦有限公司，金发公司占股70%，杭州铁路分局房地产开发经营公司参股30%[11]:625；1996年2月金发铁路大厦开张营业；1996年1月，金发公司举行站前广场移交仪式，铁路新客站暨金发铁路大厦正式启用[6]。金发铁路大厦高21层，楼顶设体现“双龙戏珠”的外立面[12]。2009年4月，浙江金发铁路大厦有限公司变更为浙江金发大厦有限公司[5]。后因金华市当地政府决定对金华西站进行重建改造，于2013年征收金发铁路大厦房产，并于2015年拆除[13]；浙江金发铁路大厦有限公司于2014年9月17日注销[14]。

- 金华商城
- 金华太阳城
- 原金发铁路大厦（已拆除）

## 住宅地产

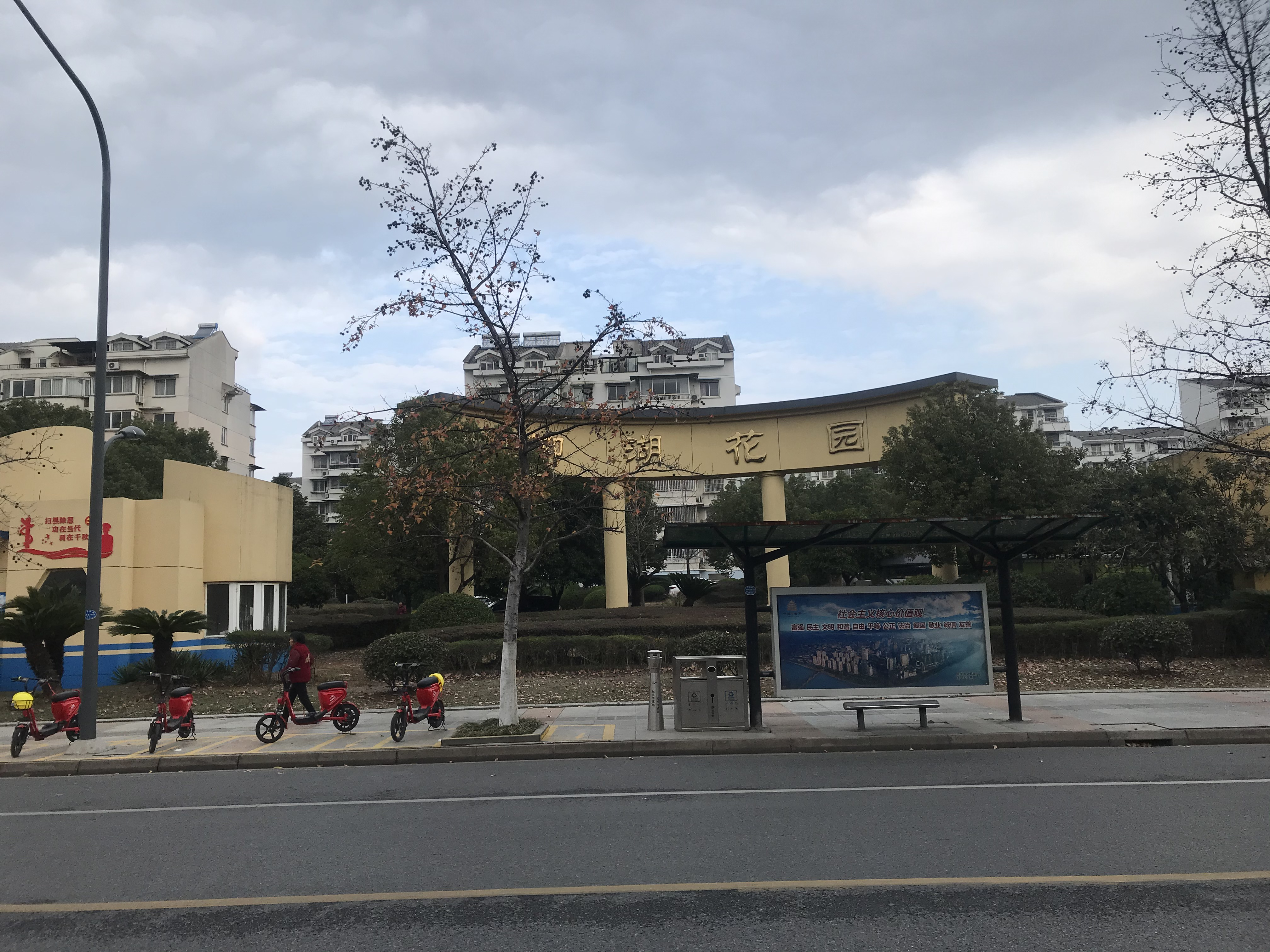
柳湖花园

金发房地产开发有限公司于1992年11月28日成立。金发房产开发了江滨小区、南滨花园、园丁新村、金发佳苑、金发惠苑、金华工商城、金发豪园、火车西站站前区、古子城、金发兴园、柳湖花园等大型居住项目，开发面积超过100万平方米。
2012年3月，金发集团拿下广东中山一地块，成立金碧房地产有限公司。2014年4月，金发集团海南昌江土地置换协议签订；2016年5月，金发集团海南昌江项目正式签约。

## 物业管理
金发物业管理有限公司创建于1993年11月，原名金发房地产物业管理公司，2001年3月改为现名。主营住宅小区和商贸市场物业管理，是一家具有二级资质的物业管理服务企业，为金华市区第一家物业管理公司。目前管理金发豪园、金海湖佳苑、工商城小区等多个住宅小区和金华商城、金发广场、金发佳苑等商贸市场及写字楼等共计50多万平方米的物业。